# Liste der Biografien/Mila
Liste der Biografien |
Portal Biografien |
Personensuche
# |
A |
B |
C |
D |
E |
F |
G |
H |
I |
J |
K |
L |
M |
N |
O |
P |
Q |
R |
S |
T |
U |
V |
W |
X |
Y |
Z |
?
 
Ma |
Mb |
Mc |
Md |
Me |
Mf |
Mg |
Mh |
Mi |
Mj |
Mk |
Ml |
Mm |
Mn |
Mo |
Mp |
Mq |
Mr |
Ms |
Mt |
Mu |
Mv |
Mw |
Mx |
My |
Mz
 
Mia |
Mib |
Mic |
Mid |
Mie |
Mif |
Mig |
Mih–Mik |
Mil |
Mim |
Min |
Mio |
Mip |
Miq |
Mir |
Mis |
Mit |
Miu |
Miv |
Miw |
Mix |
Miy |
Miz
 
Mila |
Milb |
Milc |
Mild |
Mile |
Milf |
Milg |
Milh |
Mili |
Milj |
Milk |
Mill |
Milm |
Miln |
Milo |
Milq |
Milr |
Mils |
Milt |
Milu |
Milv |
Milw |
Mily |
Milz
Die Liste der Biografien führt alle Personen auf, die in der deutschsprachigen Wikipedia einen Artikel haben. Dieses ist eine Teilliste mit 143 Einträgen von Personen, deren Namen mit den Buchstaben „Mila“ beginnt.

## Mila
- Milà i Fontanals, Manuel (1818–1884), spanischer Romanist, Katalanist und Hispanist katalanischer Herkunft
- Milà i Romeu, Leonora (* 1942), katalanische Pianistin und Komponistin
- Mila, Adalbert (1833–1903), deutscher Jurist und Militärhistoriker
- Mila, Bernhard von († 1561), schwedischer Admiral, sächsischer Oberst und Landvogt
- Milà, Luis Juan del († 1510), Kardinal der Römischen Kirche
- Mila, Paul (1798–1865), preußischer Historien-, Porträtmaler und Illustrator
- Mila, Sebastian (* 1982), polnischer Fußballspieler
- Mila, Wilhelm (1764–1833), französisch-deutscher Prediger, Justizrat, Lehrer und Historiker

### Milac
- Milach, Rafał (* 1978), polnischer bildender Künstler und Fotograf

### Milad
- Miladinović, Igor (* 1974), serbischer Großmeister im Schach
- Miladinović, Ivan (* 1994), serbischer Fußballspieler
- Miladinović, Jovan (1939–1982), jugoslawischer Fußballspieler und -trainer
- Miladinow, Dimităr (1810–1862), bulgarisch-makedonischer Poet und Folkloreist
- Miladinow, Konstantin (1830–1862), bulgarisch-makedonischer Poet und Folklorist

### Milag
- Milag, Martin (1598–1657), Jurist und Diplomat in fürstlich-anhaltischen Diensten
- Milagres, Henrique Silva (* 1994), brasilianischer Fußballspieler
- Milagro, Lara-Sophie (* 1979), deutsche Schauspielerin und Sprecherin

### Milak
- Milak, Alen (* 1984), luxemburgischer Fußballspieler
- Milák, Kristóf (* 2000), ungarischer SchwimmerKristóf Milák (* 2000)

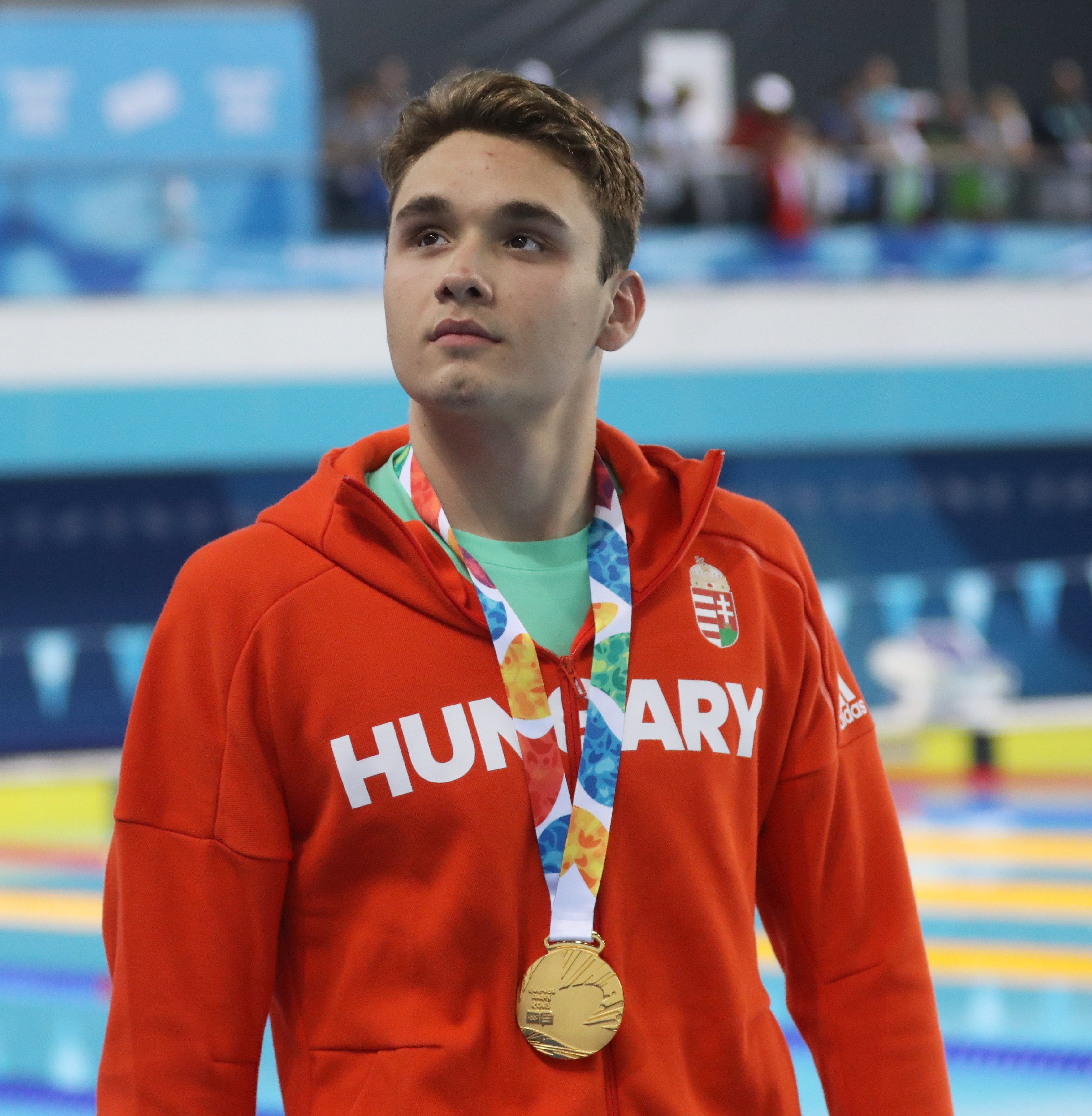
Kristóf Milák (* 2000)

- Milak, Radenko (* 1980), bosnischer Künstler
- Milaki, Argyro (* 1992), griechische Radsportlerin
- Milaknis, Valentinas (* 1947), litauischer Unternehmer und Politiker

### Milam
- Milam Tang, Ignacio (* 1940), äquatorialguineischer Politiker; Premierminister von Äquatorialguinea (2008–2012)
- Milam, Troy (* 1980), US-amerikanischer Eishockeyspieler
- Milambo, Antoni (* 2005), niederländischer Fußballspieler
- Milambo, Chola, sambischer Diplomat

### Milan
- Milan I. (1854–1901), serbischer Fürst, König von Serbien
- Milan Obrenović II. (1819–1839), serbischer Fürst
- Milán, Diego (* 1985), spanischer Radrennfahrer
- Milan, Emil (1859–1917), deutscher Theaterschauspieler, Rezitator und Regisseur
- Milán, Francisco de Paula (1821–1883), Offizier der mexikanischen Armee
- Milan, Gabriel (1631–1689), jüdischer Gouverneur von Dänisch-Westindien
- Milan, Jim (1922–2023), US-amerikanischer Jazzmusiker (Trompete, Kontrabass)
- Milan, Jonathan (* 2000), italienischer RadrennfahrerJonathan Milan (* 2000)

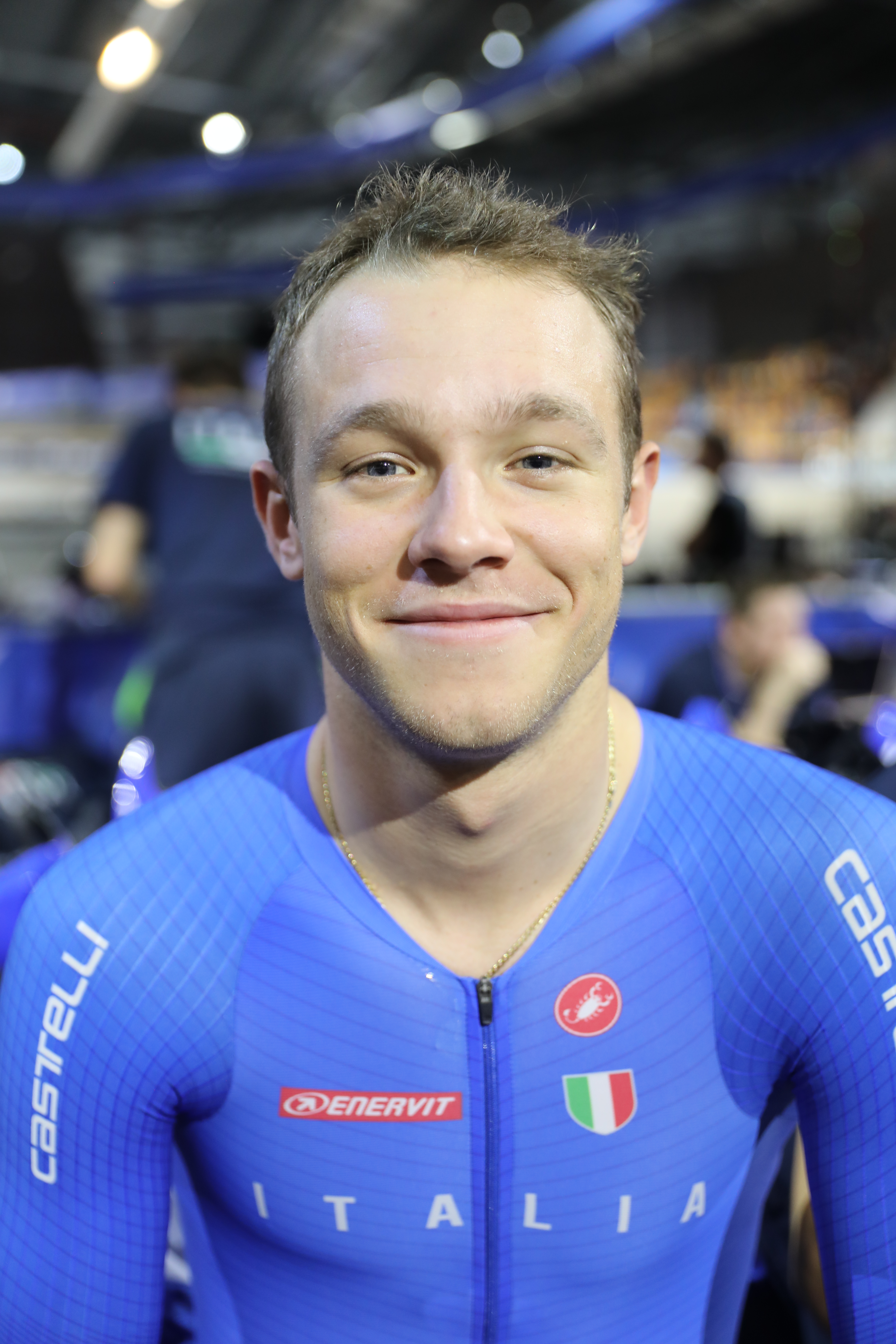
Jonathan Milan (* 2000)

- Milan, Lita (* 1933), US-amerikanische Schauspielerin
- Milan, Luigi (1937–2023), italienischer Fußballspieler
- Milán, Luis, katalanischer Renaissance-Komponist, Vihuelist und Musikpädagoge
- Milan, Matteo (* 2003), italienischer Radrennfahrer
- Milan, Maurizio (* 1952), italienischer Ingenieur
- Milán, Victor (1954–2018), US-amerikanischer Science-Fiction-Schriftsteller
- Milana, Guido (* 1954), italienischer Politiker (PD), MdEP
- Milandou, Anatole (* 1946), kongolesischer Geistlicher, emeritierter römisch-katholischer Erzbischof von Brazzaville
- Milandre, Louis-Toussaint, französischer Komponist
- Milanés, Haydée (* 1980), kubanische Sängerin
- Milanés, Pablo (1943–2022), kubanischer Poet und Sänger
- Milanesi, Gaetano (1813–1895), italienischer Kunsthistoriker
- Milanetti, Giorgio (* 1955), italienischer Indologe, Autor und Filmregisseur
- Milanez, Abdon Felinto (1831–1903), brasilianischer Arzt und Politiker
- Milani Comparetti, Andrea (1948–2018), italienischer Mathematiker und Astronom
- Milani, Albino (1910–2001), italienischer Motorradrennfahrer
- Milani, Alfredo (1924–2017), italienischer Motorradrennfahrer
- Milani, Aurelio (1934–2014), italienischer Fußballspieler
- Milani, Cesare (1905–1956), italienischer Ruderer
- Milani, Francesca (* 1993), italienische Judoka
- Milani, Fulvio (1885–1945), italienischer Politiker
- Milani, Laércio José (1931–1985), brasilianischer Fußballspieler
- Milani, Laura (* 1984), italienische Ruderin
- Milani, Lili (* 1981), estnische Pharmakogenetikerin und Hochschullehrerin
- Milani, Marta (* 1987), italienische Leichtathletin
- Milani, Milena (1917–2013), italienische Künstlerin, Schriftstellerin und Journalistin
- Milani, Oscar (* 1946), deutsch-argentinischer Cembalist
- Milani, Riccardo (* 1958), italienischer Filmregisseur
- Milani, Silvestro (* 1958), italienischer Radrennfahrer
- Milani, Tahmineh (* 1960), iranische Filmregisseurin
- Milani, Thomas (1952–2021), italo-kanadischer Eishockeyspieler
- Milani, Thomas (* 1958), deutscher Sportwissenschaftler und Hochschullehrer
- Milanič, Darko (* 1967), slowenischer Fußballspieler und -trainer
- Milanin, Alexander Olegowitsch (* 2000), russischer Nordischer Kombinierer
- Milanković, Milutin (1879–1958), jugoslawischer Astrophysiker
- Milanković, Veljko (1955–1993), jugoslawischer Kriegsverbrecher und der Führer der paramilitärischen Einheit Vukovi sa Vučjaka
- Milano (* 1998), französischer Rapper und Sänger marokkanischer Abstammung
- Milano, Alyssa (* 1972), US-amerikanische Schauspielerin, Filmproduzent und SängerinAlyssa Milano (* 1972)

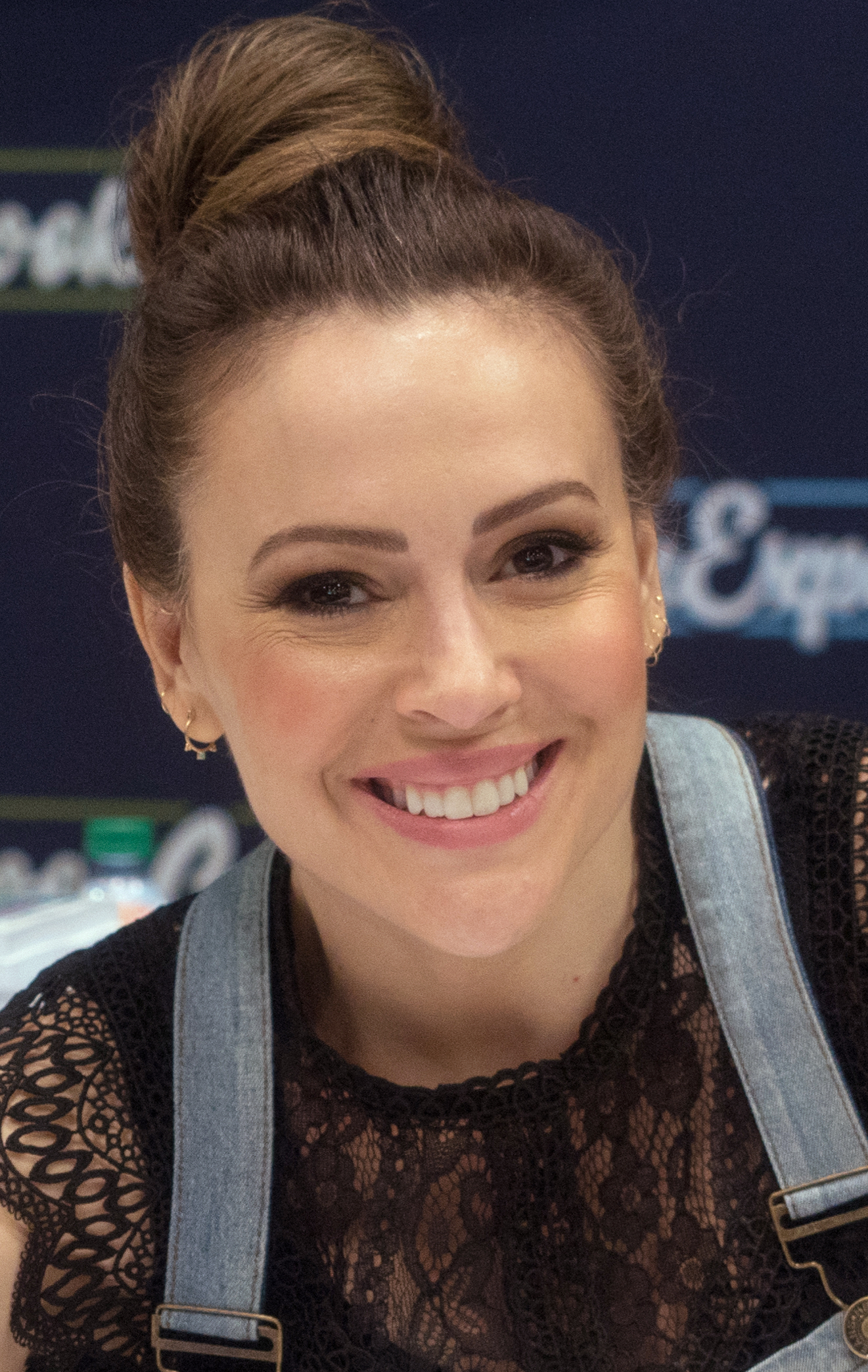
Alyssa Milano (* 1972)

- Milano, Billy, US-amerikanischer Musiker
- Milano, Ettore (1925–2011), italienischer Radrennfahrer
- Milano, Felice (1891–1915), italienischer Fußballspieler
- Milano, Francesco da (1497–1543), italienischer Komponist der Renaissance
- Milano, Frank, US-amerikanischer Jurist und Politiker
- Milano, Fred (1939–2012), US-amerikanischer Sänger
- Milano, Giuseppe (1887–1971), italienischer Fußballspieler und -trainer
- Milano, Guillermo (* 1973), argentinischer Handballtrainer
- Milano, Gustavo (* 1961), argentinischer Rugbyspieler
- Milano, Mario (* 1936), italienischer Geistlicher, emeritierter Bischof von Aversa
- Milano, Matt (* 1994), US-amerikanischer American-Football-Spieler
- Milano, Patrizia, US-amerikanische Schauspielerin
- Milano, Peter John (1925–2012), italo-amerikanischer Mafioso
- Milano, Sonny (* 1996), US-amerikanischer Eishockeyspieler
- Milano, Vilmos (1913–1995), deutsch-ungarischer Kraftakrobat und Zirkusdirektor
- Milanoli, Paolo (* 1969), italienischer Degenfechter
- Milanollo, Adelaide (1870–1933), deutsche Violinistin und Musikpädagogin italienischer Herkunft
- Milanollo, Clotilde (1864–1937), deutsche Violinistin und Musikpädagogin
- Milanollo, Maria (1832–1848), italienische Violinistin
- Milanollo, Teresa (1827–1904), italienische Violinistin und Komponistin
- Milanov, Philip (* 1991), belgischer Diskuswerfer
- Milanov, Rossen (* 1965), bulgarischer Dirigent
- Milanov, Zinka (1906–1989), jugoslawisch-amerikanische Opernsängerin (Sopran)Zinka Milanov (1906–1989)

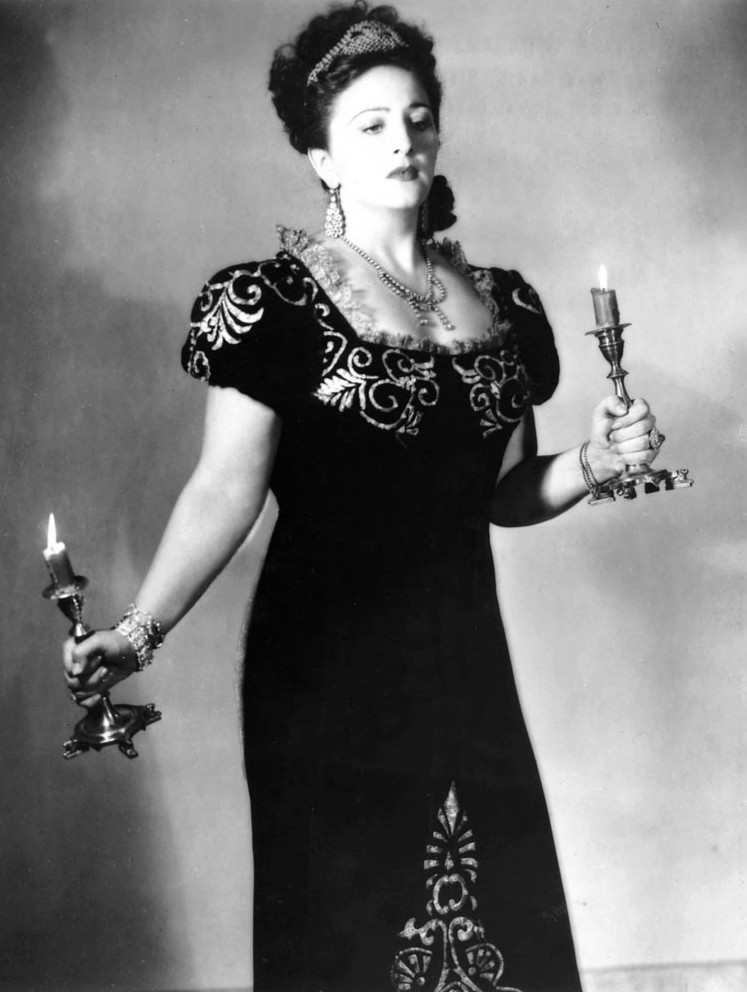
Zinka Milanov (1906–1989)

- Milanová, Ľudmila (* 1967), tschechoslowakische Skirennläuferin
- Milanovic, Aleksandar (* 1991), österreichischer American-Football Spieler
- Milanović, Branko (* 1953), serbisch-US-amerikanischer Ökonom
- Milanović, Dragoljub (* 1948), serbischer Rundfunk- und Fernsehchef
- Milanović, Igor (* 1965), jugoslawischer Wasserballspieler
- Milanović, Milan (* 1963), serbischer Fußballspieler und Fußballtrainer
- Milanovic, Nicolas (* 2001), australischer Fußballspieler
- Milanović, Zoran (* 1966), kroatischer Politiker; 5. Staatspräsident KroatiensZoran Milanović (* 1966)

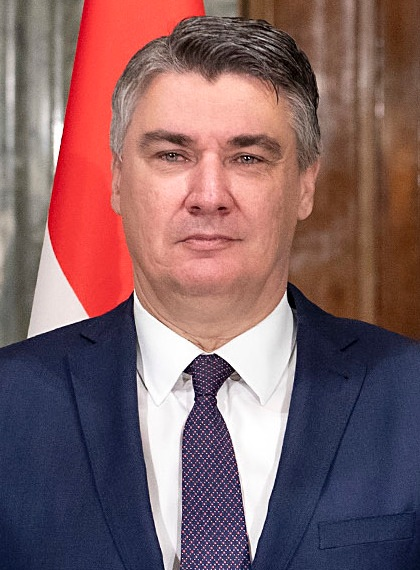
Zoran Milanović (* 1966)

- Milanovich, Ferdinand (* 1946), österreichischer Fußballspieler und -trainer
- Milanow, Borislaw (* 1983), bulgarischer Komponist und Musikproduzent
- Milanow, Dimitar (1928–1995), bulgarischer Fußballspieler
- Milanow, Georgi (* 1992), bulgarischer Fußballspieler
- Milanow, Ilija (* 1992), bulgarischer Fußballspieler
- Milanow, Martin (* 1978), bulgarischer Eishockeyspieler
- Milanow, Schiwko (* 1984), bulgarischer Fußballspieler
- Milanowa, Stojka (1945–2024), bulgarische Violinistin und Musikpädagogin
- Milans del Bosch, Jaime (1915–1997), spanischer Generalleutnant
- Milans i Godayol, Tomàs (1672–1742), katalanischer Kirchenmusiker, Harfenist, Kapellmeister und Komponist
- Milanta, Philippe (* 1963), französischer Jazzmusiker (Piano, Komposition, Arrangement)
- Milanti, Cristoforo, italienischer Bildhauer
- Milanzi, Harry (* 1978), sambischer Fußballspieler

### Milao
- Milão, Henrique Dias (1528–1609), portugiesischer Fernhandelskaufmann

### Milar
- Milar, Denís (* 1952), uruguayischer Fußballspieler
- Milar, Moritz (1933–2021), deutscher Schauspieler, Theaterregisseur und Bühnenbildner
- Milarch, August (1786–1862), deutscher Lehrer und Pastor
- Milardović, Anđelko (* 1956), kroatischer Politikwissenschaftler
- Milardović, Stjepan (* 1953), kroatischer Fußballspieler
- Milarepa (1040–1123), tantrischer Meister und Begründer der Kagyü-Schulen des tibetischen BuddhismusMilarepa (1040–1123)

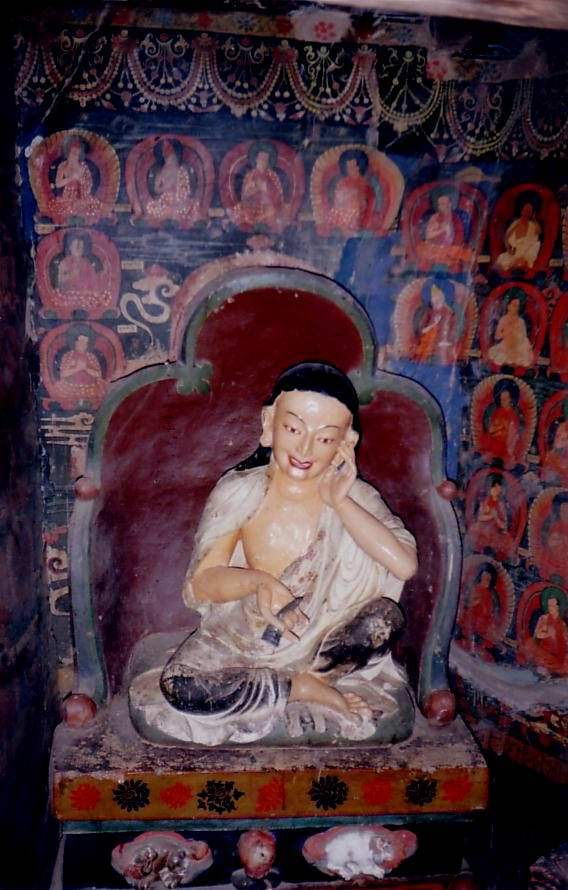
Milarepa (1040–1123)

### Milas
- Milas, Petar (* 1995), kroatischer Boxer im Schwergewicht
- Milaschina, Jelena Walerjewna (* 1978), russische Investigativjournalistin
- Milašinčić, Pedro (1952–2024), jugoslawisch-deutscher Fußballspieler und -trainer
- Milašinović, Dragan, serbischer American-Football-Spieler
- Milassin, Loránd (1948–2021), ungarischer Leichtathlet
- Miłaszewski, Adam (1827–1893), polnischer Theaterleiter, Regisseur und Schauspieler

### Milat
- Milat, Ivan (1944–2019), australischer Mörder
- Milat, Jessica (* 2005), australische Sprinterin
- Milata, Paul (* 1977), deutscher Neuzeithistoriker, Autor und Unternehmensberater
- Milatová, Sofia (* 2000), slowakische Tennisspielerin
- Milatović, Jakov (* 1986), montenegrinischer Wirtschaftswissenschaftler und PolitikerJakov Milatović (* 1986)

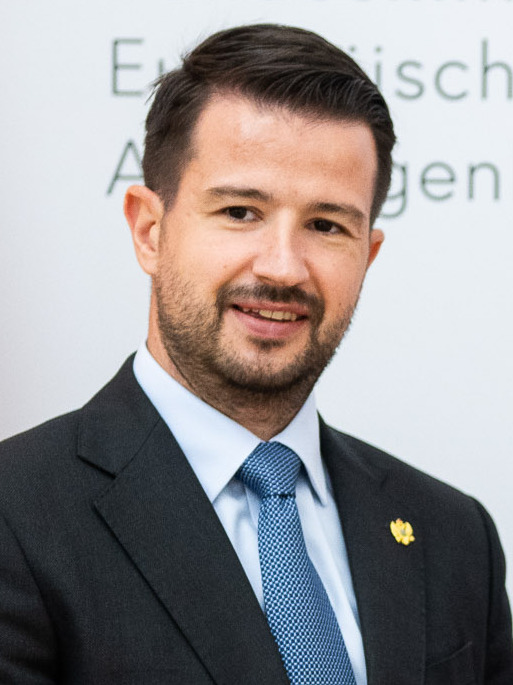
Jakov Milatović (* 1986)

- Milatz, Alfred (1916–1999), deutscher Historiker und Parteienforscher
- Milatz, Moritz (* 1982), deutscher Mountainbiker
- Milatz, Rudi (1903–1979), deutscher Pflanzenbauwissenschaftler

### Milau
- Milautzcki, Frank (* 1961), deutscher Schriftsteller (Essayist, Lyriker), Herausgeber, Verleger, bildender Künstler

### Milav
- Milavec, Peter, österreichischer Automobilrennfahrer

### Milaz
- Milazar, Éric (* 1975), mauritischer Sprinter
- Milazzo, Claude (1929–1993), französischer Boxer
- Milazzo, Ivo (* 1947), italienischer Comiczeichner
- Milazzo, Tatumn (* 1998), US-amerikanische Fußballspielerin